# (13606) Bean
(13606) Bean est un astéroïde de la ceinture principale.

## Description
(13606) Bean est un astéroïde de la ceinture principale. Il fut découvert le 11 septembre 1994 à Kitt Peak par le projet Spacewatch. Il présente une orbite caractérisée par un demi-grand axe de 2,43 UA, une excentricité de 0,10 et une inclinaison de 2,8° par rapport à l'écliptique.

## Compléments